# Фернандеш, Жоэлсон
Жоэлсон Аугушту Мендеш Мангу Фернандеш (порт. Joelson Augusto Mendes Mango Fernandes; родился 28 февраля 2003) — португальский футболист, вингер клуба «Спортинг». В настоящее время выступает за швейцарский клуб «Базель» на правах аренды.

## Ранние годы
Родился в Бисау, столице Гвинеи-Бисау. Его отец, Мангу, ранее играл за молодёжные команды лиссабонского «Спортинга». В 2014 году Жоэлсон переехал в Португалию.

## Клубная карьера
После переезда в Португалию Жоэлсон стал игроком футбольной академии лиссабонского «Спортинга». Ещё до своего дебюта в основном составе «Спортинга» привлёк внимание ряда ведущих европейских клубов, включая «Барселону», «РБ Лейпциг».
С основным составом «Спортинга» Жоэлсон начал тренироваться в июне 2020 года, когда тренировки были возобновлены после трёхмесячного перерыва в связи с пандемией COVID-19. 1 июля он дебютировал в основном составе «Спортинга» в матче португальской Примейра-лиги против «Жил Висенте».

## Карьера в сборной
Выступал за сборные Португалии до 15, до 16, до 17 лет и до 21 года.